# Championnat d'Irlande de football 1991-1992
Navigation
Édition précédente Édition suivante
Le Championnat d'Irlande de football en 1991-1992. Shelbourne FC gagne le championnat.
Waterford et Limerick descendent en First Division et laissent leur place à Drogheda et Bray.

## Les 22 clubs participants
| Premier Division - Athlone Town - Bohemians FC - Bray Wanderers - Cork City FC - Derry City FC - Drogheda United - Dundalk FC - Galway United - St. Patrick's Athletic FC - Shamrock Rovers - Shelbourne FC - Sligo Rovers | First Division - Cobh Ramblers FC - UC Dublin - Finn Harps - Home Farm FC - Kilkenny City AFC - Limerick FC - Longford Town - Monaghan United - Saint James's Gate FC - Waterford United |

## Classement

### Premier Division
| Place | Club                      | Points | Victoires | Nuls | Défaites | Buts pour | Buts contre | Différence |
| ----- | ------------------------- | ------ | --------- | ---- | -------- | --------- | ----------- | ---------- |
| 1er   | Shelbourne FC             | 49     | 21        | 7    | 5        | 57        | 29          | +28        |
| 2e    | Derry City FC             | 44     | 17        | 10   | 6        | 49        | 21          | +28        |
| 3e    | Cork City FC              | 43     | 16        | 11   | 6        | 47        | 30          | +17        |
| 4e    | Dundalk FC                | 40     | 14        | 12   | 7        | 44        | 31          | +13        |
| 5e    | Bohemians FC              | 37     | 14        | 9    | 10       | 45        | 34          | +11        |
| 6e    | Shamrock Rovers           | 33     | 9         | 15   | 9        | 33        | 30          | +3         |
| 7e    | St. Patrick's Athletic FC | 29     | 9         | 11   | 13       | 38        | 46          | -8         |
| 8e    | Bray Wanderers            | 26     | 8         | 10   | 15       | 17        | 37          | -20        |
| 9e    | Sligo Rovers              | 25     | 7         | 11   | 15       | 33        | 42          | -9         |
| 10e   | Drogheda United*          | 24     | 6         | 13   | 14       | 23        | 46          | -23        |
| 11e   | Athlone Town              | 23     | 6         | 11   | 16       | 31        | 50          | -19        |
| 12e   | Galway United             | 22     | 7         | 8    | 18       | 37        | 58          | -21        |

(*) Drogheda United a reçu une sanction d’un point.. 

### First Division
| Place | Club                  | Points | Victoires | Nuls | Défaites | Buts pour | Buts contre | Différence |
| ----- | --------------------- | ------ | --------- | ---- | -------- | --------- | ----------- | ---------- |
| 1er   | Limerick FC           | 38     | 14        | 10   | 3        | 47        | 27          | +20        |
| 2e    | Waterford United      | 33     | 11        | 11   | 5        | 39        | 25          | +14        |
| 3e    | Cobh Ramblers FC      | 32     | 10        | 12   | 5        | 29        | 22          | +7         |
| 4e    | UC Dublin             | 30     | 11        | 8    | 8        | 37        | 25          | +12        |
| 5e    | Saint James's Gate FC | 25     | 9         | 7    | 11       | 23        | 32          | -9         |
| 6e    | Finn Harps            | 24     | 8         | 8    | 11       | 36        | 42          | -6         |
| 7e    | Monaghan United       | 24     | 6         | 12   | 9        | 32        | 39          | -7         |
| 8e    | Kilkenny City AFC     | 22     | 7         | 8    | 12       | 35        | 44          | -9         |
| 9e    | Home Farm FC          | 21     | 5         | 11   | 11       | 26        | 33          | -7         |
| 10e   | Longford Town         | 21     | 7         | 7    | 13       | 26        | 41          | -15        |

## Source
- (en) Alex Graham, Football in the Republic of Ireland : a Statistical Record 1921–2005, Soccer Books Ltd, novembre 2005, 142 p. (ISBN 978-1862231351).